# Transfert (football)
Pour les articles homonymes, voir Transfert et Mercato (homonymie).
En football, un transfert correspond au changement de club d'un footballeur professionnel. Un transfert est généralement le rachat du contrat d'un joueur, mais peut prendre d'autres formes comme un prêt avec obligation d'achat, un prêt avec option d'achat ou un prêt sans option d'achat.
Les clubs professionnels sont en général autorisés à transférer un joueur dans un autre club uniquement pendant une période définie, désignée comme « le marché des transferts » ou « mercato ».

## Historique

### Contrat à vie entre joueur et club
Historiquement, les premiers joueurs sont principalement des étudiants. Gentlemen et ouvriers constituent la deuxième vague. On retrouve cette même évolution en dehors des îles Britanniques dans de nombreux pays. Les joueurs gardent le contrôle du jeu à ses débuts, puis dans la première moitié du XXe siècle, les dirigeants prennent l'ascendant au niveau professionnel comme amateur. Commence alors la longue période où les joueurs sont liés à vie à leurs clubs et transférables uniquement selon le bon vouloir des dirigeants qui s'arrangent pour tirer les salaires vers le bas. En 1963, Raymond Kopa assimile d'ailleurs la médiocre condition des footballeurs professionnels à de l'esclavage : « Les footballeurs sont des esclaves. Le footballeur professionnel est le seul homme à pouvoir être vendu et acheté sans qu'on lui demande son avis » dans le magazine France Dimanche puis utilise le terme de « contrat esclavagiste » dans le magazine Le Miroir du football. Des syndicats de joueurs se forment pourtant dès le début du XXe siècle au Royaume-Uni mais ces derniers ne parviennent pas à peser réellement sur ces problèmes.

### Adoption du contrat à durée déterminée
La situation change dans les années 1960 avec la constitution de syndicats modernes, comme l'Union nationale des footballeurs professionnels (UNFP) en France. Ces derniers militent pour une hausse des salaires, la mise en place du contrat à durée déterminée et une amélioration des conditions de retraite. Les clubs et autres organismes dirigeants ne prennent pas, dans un premier temps, au sérieux ces revendications puis doivent céder. Le contrat à durée déterminée est ainsi adopté en France en 1969. Le combat est mené conjointement en Angleterre depuis 1961 : le syndicat des joueurs anglais obtient quelques avantages financiers mais les clubs refusent d'accorder la formule du contrat à durée déterminée. Billy Bremner publie un texte fameux au début du printemps 1974 resté sous le nom de « L'esclave blanc » : « Il n'y a pas de raison de faire de discrimination entre les hommes et les footballeurs ». Le gouvernement britannique intervient dans la foulée (avril 1974) en dépêchant des observateurs à Paris auprès de la Fédération française de football, de la Ligue de football professionnel et de l'UNFP pour évaluer le système du contrat à durée déterminée. Il faut toutefois attendre 1978 pour voir l'Angleterre adopter ce type de contrat qui se généralise partout ensuite. Les nations de l'Europe de l’Est conservent toutefois les droits sur leurs joueurs à vie jusqu'à la chute des régimes communistes en Europe (des lois interdisaient même tous transferts de joueurs à l'étranger ou limitaient cette possibilité, comme en Yougoslavie pendant les années 1980, aux joueurs de plus de 27 ans).

### Influence de l'arrêt Bosman
Le 15 décembre 1995, le mécanisme des transferts est profondément modifié par l'arrêt Bosman. Cette décision de la Cour de justice des Communautés européennes (CJCE) abolit les frontières dans la Communauté européenne. Avant cet arrêt, le nombre des joueurs étrangers par club était limité et un club pouvait réclamer une indemnité de transfert pour un joueur ayant fini son contrat.

## Marché des transferts
Le marché des transferts aussi appelé mercato (italianisme signifiant « marché ») est la période pendant laquelle les clubs professionnels de football sont autorisés à transférer ou à prêter leurs joueurs à d'autres clubs. Habituellement, cette période se déroule pendant l'été, avant la reprise de la saison (trêve estivale) et à mi-saison (trêve hivernale). En dehors de ces périodes, un joueur ne peut être transféré ou prêté à un autre club (sauf conditions exceptionnelles de la ligue concernée).

### Mercato estival
Le premier mercato de la saison se situe pendant l'été et dure à peu près deux mois. Il commence après la fin de la saison, en suivant le calendrier de la plupart des championnats majeurs européens. Dans l'hémisphère sud le mercato estival est en janvier, mois d'été austral, juste avant la nouvelle saison.
En Scandinavie et en Russie, on suit l'année civile en raison des hivers trop rigoureux pour pratiquer du sport en plein air, c'est pourquoi le mercato d'intersaison a lieu également en janvier, en hiver boréal. Les efforts de la Fifa pour harmoniser les dates en incitant tous les championnats à adopter le rythme de l'année civile ont été vains, et les associations ont préféré garder leur propre rythme saisonnier.
Cette période de transfert d'intersaison se termine peu après le début de la saison suivante.

### Mercato hivernal
Le deuxième mercato de la saison a lieu à mi-saison (janvier dans l'hémisphère nord, juillet dans l'hémisphère sud) traditionnellement pour une durée d'un mois.

## Indemnité de transfert
Les transferts ont toujours existé dans le football et leur prix augmente rapidement. En 1893, l'Écossais Willie Groves est le premier joueur transféré pour plus de 100 £. Depuis 1997, le règlement prévoit de rémunérer les clubs formateurs, jusque-là totalement oubliés.

### Montants les plus élevés dans le monde
| Rang | Joueur                    | Provenance              | Destination         | Année | Montant en euros |
| ---- | ------------------------- | ----------------------- | ------------------- | ----- | ---------------- |
| 1    | Neymar                    | FC Barcelone            | Paris Saint-Germain | 2017  | 222 millions     |
| 2    | Kylian Mbappé             | AS Monaco               | Paris Saint-Germain | 2018  | 180 millions     |
| 3    | Philippe Coutinho         | Liverpool FC            | FC Barcelone        | 2018  | 135 millions     |
| -    | Ousmane Dembélé           | Borussia Dortmund       | FC Barcelone        | 2017  | 135 millions     |
| 5    | Jude Bellingham           | Borussia Dortmund       | Real Madrid         | 2023  | 128 millions     |
| 6    | Enzo Fernández            | Benfica Lisbonne        | Chelsea FC          | 2023  | 121 millions     |
| 7    | Eden Hazard               | Chelsea FC              | Real Madrid         | 2019  | 120,8 millions   |
| 8    | João Félix                | Benfica Lisbonne        | Atlético de Madrid  | 2019  | 120 millions     |
| -    | Antoine Griezmann         | Atlético de Madrid      | FC Barcelone        | 2019  | 120 millions     |
| 10   | Jack Grealish             | Aston Villa             | Manchester City     | 2021  | 117 millions     |
| -    | Florian Wirtz             | Bayer 04 Leverkusen     | Liverpool FC        | 2025  | 117 millions     |
| 12   | Declan Rice               | West Ham United         | Arsenal FC          | 2023  | 116,6 millions   |
| 13   | Moisés Caicedo            | Brighton & Hove Albion  | Chelsea FC          | 2023  | 116 millions     |
| 14   | Romelu Lukaku             | Inter Milan             | Chelsea FC          | 2021  | 115 millions     |
| 15   | Cristiano Ronaldo         | Real Madrid             | Juventus            | 2018  | 112 millions     |
| 16   | Paul Pogba                | Juventus                | Manchester United   | 2016  | 105 millions     |
| 17   | Gareth Bale               | Tottenham Hotspur       | Real Madrid         | 2013  | 100,8 millions   |
| 18   | Antony                    | Ajax Amsterdam          | Manchester United   | 2022  | 95 millions      |
| 19   | Harry Kane                | Tottenham Hotspur       | Bayern Munich       | 2023  | 95 millions      |
| 20   | Cristiano Ronaldo         | Manchester United       | Real Madrid         | 2009  | 94 millions      |
| 21   | Gonzalo Higuaín           | SSC Naples              | Juventus            | 2016  | 90 millions      |
| -    | Darwin Núñez              | Benfica Lisbonne        | Liverpool FC        | 2022  | 90 millions      |
| -    | Joško Gvardiol            | RB Leipzig              | Manchester City     | 2023  | 90 millions      |
| -    | Neymar                    | Paris Saint-Germain     | Al-Hilal FSC        | 2023  | 90 millions      |
| 25   | Harry Maguire             | Leicester City          | Manchester United   | 2019  | 87 millions      |
| 26   | Neymar                    | Santos FC               | FC Barcelone        | 2013  | 86,2 millions    |
| 27   | Matthijs de Ligt          | Ajax Amsterdam          | Juventus            | 2019  | 85,5 millions    |
| 28   | Jadon Sancho              | Borussia Dortmund       | Manchester United   | 2021  | 85 millions      |
| 29   | Romelu Lukaku             | Everton FC              | Manchester United   | 2017  | 84,7 millions    |
| 30   | Virgil van Dijk           | Southampton FC          | Liverpool FC        | 2018  | 84 millions      |
| 31   | Luis Suárez               | Liverpool FC            | FC Barcelone        | 2014  | 82,5 millions    |
| -    | Hugo Ekitike              | Eintracht Francfort     | Liverpool FC        | 2025  | 82,5 millions    |
| 33   | Dušan Vlahović            | ACF Fiorentina          | Juventus            | 2022  | 81,6 millions    |
| 34   | Wesley Fofana             | Leicester City          | Chelsea FC          | 2022  | 81,5 millions    |
| 35   | Kepa Arrizabalaga         | Athletic Club           | Chelsea FC          | 2018  | 80 millions      |
| -    | Lucas Hernandez           | Atlético de Madrid      | Bayern Munich       | 2019  | 80 millions      |
| -    | Nicolas Pépé              | LOSC Lille              | Arsenal FC          | 2019  | 80 millions      |
| -    | Kai Havertz               | Bayer 04 Leverkusen     | Chelsea FC          | 2020  | 80 millions      |
| -    | Aurélien Tchouaméni       | AS Monaco               | Real Madrid         | 2022  | 80 millions      |
| -    | Randal Kolo Muani         | Eintracht Francfort     | Paris Saint-Germain | 2023  | 80 millions      |
| 41   | James Rodríguez           | AS Monaco               | Real Madrid         | 2014  | 78 millions      |
| 42   | Benjamin Šeško            | RB Leipzig              | Manchester United   | 2025  | 76,5 millions    |
| 43   | Jhon Durán                | Aston Villa             | Al-Nassr FC         | 2025  | 76 millions      |
| 44   | Kevin De Bruyne           | VfL Wolfsburg           | Manchester City     | 2015  | 75,5 millions    |
| 45   | Zinédine Zidane           | Juventus                | Real Madrid         | 2001  | 75 millions      |
| -    | Ángel Di María            | Real Madrid             | Manchester United   | 2014  | 75 millions      |
| -    | Frenkie de Jong           | Ajax Amsterdam          | FC Barcelone        | 2019  | 75 millions      |
| -    | Kai Havertz               | Chelsea FC              | Arsenal FC          | 2023  | 75 millions      |
| -    | Julián Álvarez            | Manchester City         | Atlético de Madrid  | 2024  | 75 millions      |
| -    | Bryan Mbeumo              | Brentford FC            | Manchester United   | 2025  | 75 millions      |
| -    | Victor Osimhen            | SSC Naples              | Galatasaray SK      | 2025  | 75 millions      |
| 52   | Romelu Lukaku             | Manchester United       | Inter Milan         | 2019  | 74 millions      |
| -    | Rasmus Højlund            | Atalanta Bergame        | Manchester United   | 2023  | 74 millions      |
| 54   | Victor Osimhen            | LOSC Lille              | SSC Naples          | 2020  | 73,8 millions    |
| 55   | Matheus Cunha             | Wolverhampton Wanderers | Manchester United   | 2025  | 73 millions      |
| 56   | Thomas Lemar              | AS Monaco               | Atlético de Madrid  | 2018  | 72 millions      |
| -    | Arthur                    | FC Barcelone            | Juventus            | 2020  | 72 millions      |
| 58   | Oscar                     | Chelsea FC              | Shangaï SIPG        | 2016  | 71,5 millions    |
| 59   | Rodri                     | Atlético de Madrid      | Manchester City     | 2019  | 70 millions      |
| -    | Casemiro                  | Real Madrid             | Manchester United   | 2022  | 70 millions      |
| -    | Alexander Isak            | Real Sociedad           | Newcastle United    | 2022  | 70 millions      |
| -    | Mykhaïlo Mudryk           | Chakhtar Donetsk        | Chelsea FC          | 2023  | 70 millions      |
| -    | Dominik Szoboszlai        | RB Leipzig              | Liverpool FC        | 2023  | 70 millions      |
| -    | Khvicha Kvaratskhelia     | SSC Naples              | Paris Saint-Germain | 2025  | 70 millions      |
| -    | Luis Díaz                 | Liverpool FC            | Bayern Munich       | 2025  | 70 millions      |
| 66   | Rúben Dias                | Benfica Lisbonne        | Manchester City     | 2020  | 68 millions      |
| 67   | Edinson Cavani            | SSC Naples              | Paris Saint-Germain | 2013  | 67,9 millions    |
| 68   | Riyad Mahrez              | Leicester City          | Manchester City     | 2018  | 67,8 millions    |
| 69   | Kaká                      | AC Milan                | Real Madrid         | 2009  | 67,2 millions    |
| 70   | Matthijs de Ligt          | Juventus                | Bayern Munich       | 2022  | 67 millions      |
| 71   | Zlatan Ibrahimović        | Inter Milan             | FC Barcelone        | 2009  | 66 millions      |
| -    | Álvaro Morata             | Real Madrid             | Chelsea FC          | 2017  | 66 millions      |
| 73   | Marc Cucurella            | Brighton & Hove Albion  | Chelsea FC          | 2022  | 65,3 millions    |
| 74   | Aymeric Laporte           | Athletic Club           | Manchester City     | 2018  | 65 millions      |
| -    | João Cancelo              | Juventus                | Manchester City     | 2019  | 65 millions      |
| -    | Bruno Fernandes           | Sporting CP             | Manchester United   | 2020  | 65 millions      |
| -    | Achraf Hakimi             | Inter Milan             | Paris Saint-Germain | 2021  | 65 millions      |
| -    | Gonçalo Ramos             | Benfica Lisbonne        | Paris Saint-Germain | 2024  | 65 millions      |
| -    | Martín Zubimendi          | Real Sociedad           | Arsenal FC          | 2025  | 65 millions      |
| -    | Mateo Retegui             | Atalanta Bergame        | Al-Qadsiah          | 2025  | 65 millions      |
| 81   | Dominic Solanke           | AFC Bournemouth         | Tottenham Hotspur   | 2024  | 64,3 millions    |
| 82   | Christian Pulisic         | Borussia Dortmund       | Chelsea FC          | 2019  | 64 millions      |
| -    | Sandro Tonali             | AC Milan                | Newcastle United    | 2023  | 64 millions      |
| -    | Mason Mount               | Chelsea FC              | Manchester United   | 2023  | 64 millions      |
| -    | João Pedro                | Brighton & Hove Albion  | Chelsea FC          | 2025  | 64 millions      |
| -    | Mohammed Kudus            | West Ham United         | Tottenham Hotspur   | 2025  | 64 millions      |
| 87   | Pierre-Emerick Aubameyang | Borussia Dortmund       | Arsenal FC          | 2018  | 63,75 millions   |
| 88   | Ángel Di María            | Manchester United       | Paris Saint-Germain | 2015  | 63 millions      |
| -    | Leny Yoro                 | LOSC Lille              | Manchester United   | 2024  | 63 millions      |
| 90   | Luka Jović                | Eintracht Francfort     | Real Madrid         | 2019  | 62,7 millions    |
| 91   | Alisson                   | AS Rome                 | Liverpool FC        | 2018  | 62,5 millions    |
| 92   | Raheem Sterling           | Liverpool FC            | Manchester City     | 2015  | 62 millions      |
| -    | Tanguy Ndombele           | Olympique lyonnais      | Tottenham Hotspur   | 2019  | 62 millions      |
| -    | Roméo Lavia               | Southampton FC          | Chelsea FC          | 2023  | 62 millions      |
| -    | Matheus Nunes             | Wolverhampton Wanderers | Manchester City     | 2023  | 62 millions      |
| 96   | Luís Figo                 | FC Barcelone            | Real Madrid         | 2000  | 61,7 millions    |
| 97   | Anthony Elanga            | Newcastle United        | Nottingham Forest   | 2025  | 61 millions      |
| 98   | Anthony Martial           | AS Monaco               | Manchester United   | 2015  | 60 millions      |
| -    | Naby Keïta                | RB Leipzig              | Liverpool FC        | 2018  | 60 millions      |
| -    | Miralem Pjanić            | Juventus                | FC Barcelone        | 2020  | 60 millions      |
| -    | Erling Haaland            | Borussia Dortmund       | Manchester City     | 2022  | 60 millions      |
| -    | Christopher Nkunku        | RB Leipzig              | Chelsea FC          | 2023  | 60 millions      |
| -    | Manuel Ugarte             | Sporting CP             | Paris Saint-Germain | 2023  | 60 millions      |
| -    | Otávio                    | FC Porto                | Al-Nassr FC         | 2023  | 60 millions      |
| -    | Jérémy Doku               | Stade rennais           | Manchester City     | 2023  | 60 millions      |
| -    | Amadou Onana              | Everton FC              | Aston Villa         | 2024  | 60 millions      |
| -    | João Neves                | Benfica Lisbonne        | Paris Saint-Germain | 2024  | 60 millions      |
| -    | Pedro Neto                | Wolverhampton Wanderers | Chelsea FC          | 2024  | 60 millions      |

- Indemnité record au moment du transfert

### Montants les plus élevés en France
Le Paris Saint-Germain a procédé aux dix transferts les plus onéreux réalisés par un club français de football, en particulier les deux premiers d'entre eux (Neymar pour 222 millions d'euros en 2017 puis Kylian Mbappé pour 180 millions d'euros en 2018) qui sont les plus chers de l'histoire du football.
| Rang | Nom                   | Provenance          | Destination         | Année | Montant en euros |
| ---- | --------------------- | ------------------- | ------------------- | ----- | ---------------- |
| 1    | Neymar                | FC Barcelone        | Paris Saint-Germain | 2017  | 222 millions     |
| 2    | Kylian Mbappé         | AS Monaco           | Paris Saint-Germain | 2018  | 180 millions     |
| 3    | Randal Kolo Muani     | Eintracht Francfort | Paris Saint-Germain | 2023  | 80 millions      |
| 4    | Khvicha Kvaratskhelia | SSC Naples          | Paris Saint-Germain | 2025  | 70 millions      |
| 5    | Edinson Cavani        | SSC Naples          | Paris Saint-Germain | 2013  | 67,9 millions    |
| 6    | Achraf Hakimi         | Inter Milan         | Paris Saint-Germain | 2021  | 65 millions      |
| 7    | Gonçalo Ramos         | Benfica Lisbonne    | Paris Saint-Germain | 2024  | 65 millions      |
| 8    | Ángel Di María        | Manchester United   | Paris Saint-Germain | 2015  | 63 millions      |
| 9    | Manuel Ugarte         | Sporting CP         | Paris Saint-Germain | 2023  | 60 millions      |
| 10   | João Neves            | Benfica Lisbonne    | Paris Saint-Germain | 2024  | 60 millions      |

| Rang | Nom                 | Provenance          | Destination         | Année | Montant en euros |
| ---- | ------------------- | ------------------- | ------------------- | ----- | ---------------- |
| 1    | Kylian Mbappé       | AS Monaco           | Paris Saint-Germain | 2018  | 180 millions     |
| 2    | Neymar              | Paris Saint-Germain | Al-Hilal SFC        | 2023  | 90 millions      |
| 3    | Nicolas Pépé        | LOSC Lille          | Arsenal FC          | 2019  | 80 millions      |
| -    | Aurélien Tchouaméni | AS Monaco           | Real Madrid         | 2022  | 80 millions      |
| 5    | James Rodríguez     | AS Monaco           | Real Madrid         | 2014  | 78 millions      |
| 6    | Victor Osimhen      | LOSC Lille          | SSC Naples          | 2020  | 73,8 millions    |
| 7    | Thomas Lemar        | AS Monaco           | Atlético de Madrid  | 2018  | 72 millions      |
| 8    | Leny Yoro           | LOSC Lille          | Manchester United   | 2024  | 63 millions      |
| 9    | Tanguy Ndombele     | Olympique lyonnais  | Tottenham Hotspur   | 2019  | 62 millions      |
| 10   | Anthony Martial     | AS Monaco           | Manchester United   | 2015  | 60 millions      |
| -    | Jérémy Doku         | Stade rennais       | Manchester City     | 2023  | 60 millions      |

## Football féminin

### Monde
Avant que le football féminin ne soient supervisées par les fédérations masculines de football, des indemnités étaient déjà versées pour certains transferts. Le premier transfert indemnisé d'une footballeuse a été celui de Molly Walker (en), de Lancaster Ladies à Dick, Kerr's Ladies en 1918,. Mais c'est seulement dans les années 1970 que des équipes ont commencé a offrir un droit de signature à certaines joueuses,.
Le record actuel dans le football féminin a été établi par le transfert de Naomi Girma du Wave de San Diego au Chelsea FC pour 1,05 million d'euros le 27 janvier 2025.
| Rang | Joueuse            | Provenance        | Destination        | Année | Montant     |
| ---- | ------------------ | ----------------- | ------------------ | ----- | ----------- |
| 1    | Naomi Girma        | Wave de San Diego | Chelsea FC         | 2025  | 1 050 000 € |
| 2    | Tarciane           | Dash de Houston   | OL Lyonnes         | 2025  | 960 000 €   |
| 3    | Racheal Kundananji | Madrid CFF        | Bay FC             | 2024  | 794 000 €   |
| 4    | Barbra Banda       | Shanghai Shengli  | Orlando Pride      | 2024  | 683 000 €   |
| 5    | Mayra Ramírez      | Levante UD        | Chelsea FC         | 2024  | 500 000 €   |
| 6    | Keira Walsh        | Manchester City   | FC Barcelone       | 2022  | 467 000 €   |
| 7    | Lena Oberdorf      | VfL Wolfsburg     | Bayern Munich      | 2024  | 430 000 €   |
| 8    | Jill Roord         | VfL Wolfsburg     | Manchester City    | 2023  | 350 000 €   |
| 9    | Geyse              | FC Barcelone      | Manchester United  | 2023  | 300 000 €   |
| 10   | Jessie Fleming     | Chelsea FC        | Thorns de Portland | 2024  | 295 000 €   |

- Indemnité record au moment du transfert

### France
Le premier transfert d'une joueuse avec une indemnité en France est réalisé en juillet 2013 lorsque le Paris Saint-Germain décide de racheter au Montpellier HSC la dernière année de contrat de Marie-Laure Delie pour 50 000 €. Les transferts « payants » sont encore rare dans le football féminin et le plus gros montant versé en D1 Arkema a été effectué par l'OL Lyonnes pour signer Tarciane des Dash de Houston en 2025 pour 960 000 €.